# Гончаровка (Башкортостан)
Гончаро́вка (баш. Гончаровка) — деревня в Фёдоровском районе Республики Башкортостан Российской Федерации. Административный центр Гончаровского сельсовета.  Согласно переписи 2020 года население составляло 820 человек.

## География

### Географическое положение
Расстояние до:
- районного центра (Фёдоровка): 8 км,
- ближайшей ж/д станции (Мелеуз): 68 км.

## Население
| 2002 | 2009 | 2010  |
| ---- | ---- | ----- |
| 971  | →971 | ↗1020 |

### Национальный состав
Согласно переписи 2002 года, преобладающие национальности — татары (37 %), русские (34 %).

## Улицы
| - ул. Восточная, - ул. Западная, - ул. Комсомольская, - ул. Ленина, | - ул. Лесная, - ул. Новая, - ул. Садовая, - ул. Салавата Юлаева, | - ул. Солнечная, - ул. Школьная, - ул. Южная. |

## Религия
В селе есть мечеть.